# Duje Čop
Duje Čop (Vinkovce, 1990. február 1. –) horvát válogatott labdarúgó, a horvát Dinamo Zagreb játékosa.
A horvát válogatott tagjaként részt vett a 2016-os Európa-bajnokságon.

## Sikerei, díjai
Hajduk Split
- Horvát kupa (1): 2009–10

Dinamo Zagreb
- Horvát bajnok (3): 2012-13, 2013-14, 2014-15
- Horvát kupa (1): 2014–15
- Horvát szuperkupa (1): 2013
- Horvát gólkirály (1): 2013-14 (22 gól)

Standard Liège
- Belga kupa (1): 2017–18